# USS Joseph M. Auman (APD-117)
USS Joseph M. Auman (APD-117) là một tàu vận chuyển cao tốc lớp Crosley, nguyên được cải biến từ chiếc DE-674, một tàu hộ tống khu trục lớp Rudderow, và đã phục vụ cùng Hải quân Hoa Kỳ trong Chiến tranh Thế giới thứ hai. Nó là chiếc tàu chiến duy nhất của Hải quân Hoa Kỳ được đặt cái tên này, theo tên binh nhì Thủy quân Lục chiến Joseph Martin Auman (1922-1942), người từng phục vụ tại Guadalcanal thuộc quần đảo Solomon, đã tử trận vào ngày 12 tháng 11, 1942 và được truy tặng Huân chương Chữ thập Hải quân. Nó đã phục vụ cho đến khi chiến tranh kết thúc, xuất biên chế năm 1946, rồi được chuyển cho Hải quân Mexico năm 1963 và tiếp tục phục vụ như là chiếc ARM Tehuantupec (H05) cho đến năm 1989. Con tàu cuối cùng bị bán để tháo dỡ.

## Thiết kế và chế tạo
Thiết kế của lớp Crosley dựa trên việc cải biến lớp tàu hộ tống khu trục Rudderow. Cấu trúc thượng tầng con tàu được mở rộng, đồng thời tháo dỡ bớt vũ khí trang bị để lấy chỗ bố trí nơi nghỉ cho 162 binh lính được vận chuyển cùng khoảng 40 tấn trang bị. Hệ thống động lực tương tự như với các lớp Buckley và Rudderow; là kiểu động cơ turbine-điện General Electric, cung cấp điện năng cho mô-tơ điện để dẫn động hai trục chân vịt.
Dàn vũ khí được giữ lại bao gồm một khẩu pháo 5 inch (130 mm)/38 cal bố trí một phía trước mũi; ba khẩu đội pháo phòng không Bofors 40 mm nòng đôi và sáu pháo phòng không Oerlikon 20 mm; vũ khí chống ngầm gồm hai đường ray Mk. 9 để thả mìn sâu. Thủy thủ đoàn đầy đủ bao gồm 15 sĩ quan và 168 thủy thủ; và con tàu được bố trí tiện nghi để vận chuyển 12 sĩ quan cùng 150 binh lính đổ bộ.
Joseph M. Auman được đặt lườn như là chiếc DE-674 tại xưởng tàu của hãng Dravo Corporation, ở Pittsburgh, Pennsylvania vào ngày 8 tháng 11, 1943. Nó được hạ thủy vào ngày 5 tháng 2, 1944, được đỡ đầu bởi bà Bernard Toomey, cô của binh nhì Auman. Đang khi được hoàn thiện tại xưởng tàu của hãng Consolidated Steel Company ở Orange, Texas, con tàu được xếp lại lớp như một tàu vận chuyển cao tốc vào ngày 17 tháng 7, 1944, mang ký hiệu lườn mới APD-117, và nhập biên chế cùng Hải quân Hoa Kỳ vào ngày 25 tháng 4, 1945 dưới quyền chỉ huy của Hạm trưởng, Thiếu tá Hải quân Harry A. Steinbach.

## Lịch sử hoạt động

### USSJoseph M. Auman
Sau khi hoàn tất việc chạy thử máy huấn luyện tại khu vực vịnh Guantánamo, Cuba, Joseph M. Auman được chuẩn bị để điều động sang khu vực Mặt trận Thái Bình Dương. Nó khởi hành từ Norfolk, Virginia vào ngày 9 tháng 7, 1945 để đi sang vùng bờ Tây, đi đến San Diego, California vào ngày 24 tháng 7, và con tàu vẫn đang thực hành huấn luyện tại khu vực San Diego khi Nhật Bản chấp nhận đầu hàng vào ngày 15 tháng 8, 1945 giúp chấm dứt vĩnh viễn cuộc xung đột.
Sau khi đón Đội phá hoại dưới nước (UDT: Underwater Demolition Team) 7 lên tàu, Joseph M. Auman lên đường đưa Đội UDT vượt Thái Bình Dương sang Nhật Bản, đi đến bãi Yoriage tại Shiogama ở Miyagi để trinh sát các bãi đổ bộ và phá hủy chướng ngại vật nhằm chuẩn bị cho việc đổ bộ lực lượng chiếm đóng. Sau khi hoàn thành nhiệm vụ, nó đưa Đội UDT-7 quay trở về San Diego vào ngày 13 tháng 10. Con tàu lại khởi hành từ San Diego vào ngày 20 tháng 10 để đi sang vịnh Manila thuộc quần đảo Philippine, nơi nó đón lên tàu 100 nhân sự Hải quân và đưa họ đến Samar. Tại đây nó chất hàng hóa lên tàu để vận chuyển sang Thượng Hải, Trung Quốc vào ngày 4 tháng 12. Nó tiếp tục vai trò vận chuyển hành khách và hàng hóa tại khu vực Viễn Đông cho đến khi lên đường quay trở về Hoa Kỳ vào đầu năm 1946.
Joseph M. Auman được cho xuất biên chế tại Green Cove Springs, Florida vào ngày 10 tháng 7, 1946 và được đưa về Đội Florida tại sông St. Johns trực thuộc Hạm đội Dự bị Đại Tây Dương. Tên nó được cho rút khỏi danh sách Đăng bạ Hải quân vào ngày 12 tháng 12, 1963.

### ARMTehuantepec(H05/B05)
Joseph M. Auman được chuyển giao cho chính phủ Mexico vào ngày 12 tháng 12, 1963 trong khuôn khổ Chương trình Viện trợ Quân sự. Nó phục vụ cùng Hải quân Mexico như là chiếc ARM Tehuantepec (H05),  tên được đặt theo vịnh Tehuantepec. Đến năm 1964 nó được xếp lại lớp như một tàu hộ tống khu trục và mang ký hiệu lườn B05. Nó được cho ngừng hoạt động và bị tháo dỡ vào năm 1989.

## Phần thưởng
Nguồn: Navsource Naval History
|  |  |  |
|  |  |  |

| Huân chương Phục vụ Trung Hoa (mở rộng)       | Huân chương Phục vụ Trung Hoa (mở rộng) | Huân chương Chiến dịch Hoa Kỳ        | Huân chương Chiến dịch Hoa Kỳ           |
| Huân chương Chiến dịch Châu Á-Thái Bình Dương | Huân chương Chiến thắng Thế Chiến II    | Huân chương Chiến thắng Thế Chiến II | Huân chương Phục vụ Chiếm đóng Hải quân |